# 克雷格·阿代尔
克雷格·阿代尔（英語：Craig Adair，1963年1月31日—），新西兰男子自行车运动员。他曾代表新西兰参加1982年英联邦运动会自行车比赛，获得一枚金牌。他也曾参加1984年夏季奥林匹克运动会。